# Suverenitet
Suverenitet (fra. souverain od lat. superanus) je potpuna vlast vladara, države ili naroda na vlastitu teritoriju (suverenost u odnosu prema političkoj zajednici unutar države, odnosno unutarnji suverenitet), te nezavisnost takve vlasti u odnosu na bilo kakvu izvanjsku, tuđu vlast. (vanjski suverenitet).

## Tipovi suvereniteta
Suverenitet je pravni pojam koji označava pravo na neograničeno vršenje vlasti. S obzirom na načelo učinkovitosti prema međunarodnome pravu to vršenje vlasti mora biti stvarno ili faktično, što znači da državna vlast ima kontrolu nad granicama i da ima aparat prisile kojim može osigurava pravni poredak. Tako suverenitet može biti državni, narodni i monarhijski suverenitet.
Unutarnji suverenitet označava da je državna vlast vrhovna (najviša), neograničena i nedjeljiva. Da je vlast vrhovna (suma potestas - tako Bodin naziva najvišu vlast u 16. st.) znači da ne postoji viša vlast od državne vlasti - tako sve ostale vlasti (crkvena, lokalna, obiteljska) podliježu vrhovnoj vlasti. Ona je izvorna vlast tj. nije nastala ni iz jedne druge vlasti. Da je vlast neograničena ("plenituda potestas") znači da ima pravno na neograničeno vršenje vlasti. U suvremeno doba sve se više govori o uvjetnoj neograničenosti jer je ograničena vlastitim zakonom (kojemu se sama podliježe), međunarodnim pravima i ustavnim odredbama. Zbog toga parlament ne smije vrštiti svoju slobodnu volju, nego suvereni narod izražava svoju volju preko predstavničkog tijela (parlamenta) koji vrši "volju naroda". No naime, kako je onda moguće da vlast koja donese neki zakon i sama ga mijenja? Klasična njemačka teorija države kaže kako je državnu vlast nemoguće ograničiti te definira suverenost kao Kompetenz-Kompetenz (nadležnost o nadležnosti), odn. da vlast sama ograničava svoje pravne granice (što će staviti pod zakon, a što neće). Protiv toga stoje koncepcije starijeg zakonodavstva koje kažu kako zakon mora biti sukladan prirodnome pravu, moralu, religijskim uvjerenjima i tradiciji, te engleska doktrina koja govori kako je "suveren parlament", a istovremeno govori o vladavini prava ("rule of law") kao metajurdičkoj kategoriji. Da je vlast nedjeljiva definira se negativno odn. da ne postoji neka druga viša vlast od državne vlasti na državnome teritoriju odn. da ne mogu postojati dvije ili više vrhovnih vlasti. U nekim slučajevima državna vlast nije u mogućnosti vršiti vrhovnu vlast na određeno vrijeme (kao npr. u vrijeme okupacije ili međunarodne zaštite), te suverena prava vrši neka druga đržava. Ako dođe do trajnog prenošenja suverenosti, dolazi do gubljenja suverenosti odn. nestanka države. Ipak, nedjeljivost je malo kontradiktoran pojam jer kako objasniti odnos vladara u ustanoj monarhiji, odnos fedrativne jedinice i cijelog saveza i odnos najviših državnih tijela u diobi vlasti? Mora se pribjeći pojmu "podijeljene suverenosti", što je strogo logički glupost.
Najviši oblik suverenosti jest donošenje ustava i zakona, te ostalih državnih akata, zatim vojna služba, carine te nekih simboličkih akata koji su empirijski izraz države vlasti kao znakovlje, himna, zastava, grbovi, itd.
Vanjski suverenitet označuje da je država nezavisna i ravnopravna s ostalim zemljama. To znači da ne postoji viša vlast izvan granica države. Naime, u novije doba, organizacije poput Lige naroda i UN-a dovode do relativiziranja i deapsolutizacije suverenosti. Kelsen kaže da unutarnji pravni poredak treba biti jednak međunarodnome poretku. Suprotno tome, doktrina o isključivoj mjerodavnosti kaže da je zabranjeno uplitanje jedne države ili međunarodnih organizacija u unutarnje poslove druge države.

## Povijest pojma
Pojam suverenost prvi je spomenuo Jean Bodin u 16. st u svojem djelu Šest knjiga o republici. On naime govori o ovlastima vladara koje je on imao za ono vrijeme, a to su kovanje novca, ubiranje poreza, carina, zakonodavstvo i sudovanje, te takvu vlast naziva "summa potestas". Nakon njega također suverenost spominje Thomas Hobbes u svojoj teoriji "društvenog ugovora" prema kojoj je vladar suveren, a najbolje društveno uređenje je apsolutna monarhija. Jednom kada pojedinci "potpišu" ugovor odn. prenesu svoja prirodna prava na vladara ona su nepovrativa. Ova teza često je bila kritizirana kroz povijest. Detaljnije će suverenitet opisivati Grotius, Vattel i Pufendorf. Naime mora se uzeti u obzir kada se javlja ideja suverenosti, to je su vremena građanskih ratova, dinastičkih borbi, sveopće nesigurnosti i stvaranja država-nacija odn. nacionalih država, 16. i 17. stoljeća. Jedan od prekretnih događaja bila je reformacija crkve 1517. godine koju je započeo Martin Luther u Njemačkoj, Jean Calvin u Švicarskoj i Jan Hus u Češkoj. Prema Max Weberu u reforamciji su počeci suvremenog kapitalizma. Važno obilježje reformacije je osvještavanje naroda o nacionalnom identitetu, te uvođenju narodnog jezika u crkve. Nadalje sve više dolazi do vjerskih sukoba u Engleskoj, Nizozemskoj, Francuskoj, a situacije su ekskalirale 1572. na Bartolomejsku noć u Parizu, kada je došlo do masovnog pokolja protestanata. Nakon toga dolazi do poziva na vjersku snošljivost. Tada su za "okrugli stol" sjeli intelektualci onoga doba i stvorili ideju suverenosti. Naime, to je ideja u kojoj će svi politički subjekti biti podređeni jednome - državi, što je u prijevodu značilo da crkva više neće imati ulogu u političkom životu (prema Augsburškome miru 1555. - "cuius regio, eius religio", u prijevodu znači "čija zemlja, njegova i religija"). Naime, idejom suverenosti trebala se osigurati sigurnost i mir, kako izvana tako i iznutra države. Što treba dovesti do ideala prava "pravednosti i slobode".
Kritike suverenosti uglavnom se temelje na odnosu javna vlast-civilno društvo i na međunarodnome pravu. U svezi međunarodnog prava temelji se na postojanju međunarodnih organizacija koje deapsolutiziraju vlast i zadiru u unutarnje poslove. Civilno društvo je područje rada, vlasništva i privatnog komuniciranja koje samo po sebi nne ovisi o državi. Tako država pokušava utjecati na neka područja civilnog društva kao školovanje, zdravstvo, socijalna skrb i tako postaje socijalnom državom, a ako država intervencionira u gospodarstvu postaje državom opće dobrobiti (welfare state). Za Marxa i Engelsa civilno društvo je kapitalističko društvo, pokvareno društvo, te se oni zalažu za besklasno društvo odn. komunizam. Postavlja se pitanje jel li suverenost nužno obilježje države i može li država postojati bez suverenosti? Odgovor na to pitanje odnosi se na tzv. "podijeljenu suverenost", koja starija njemačka teorija države smatra mogućom na primjeru malih samostalnih kneževina i kraljevina uklopljenih u njemački Reich, što je zapravo ne moguće pojmljivo da na jednome državnom teritoriju postoje dvije suverene vlasti. Poslije su se 1797. Pruska i te male kneževine ujedinile u Njemačko Carstvo koje je bilo uređeno po federativnom načelu, što također dovodi u pitanje suverenost. 